# Wioślarstwo na Letnich Igrzyskach Olimpijskich 2016 – jedynka mężczyzn
Rywalizacja w jedynce mężczyzn w wioślarstwie na Letnich Igrzyskach Olimpijskich 2016 rozgrywana była między 6 a 13 sierpnia na Lagoa Rodrigo de Freitas.
Do zawodów zgłoszonych zostało 32 zawodników.

## Terminarz
Wszystkie godziny podane są w czasie brazylijskim (UTC-03:00) oraz polskim (CEST).
| Data             | Godzina rozpoczęcia | Godzina rozpoczęcia |                                 |
| Data             | UTC-03:00           | CEST                |                                 |
| ---------------- | ------------------- | ------------------- | ------------------------------- |
| 6 sierpnia 2016  | 8:30                | 13:30               | Eliminacje                      |
| 8 sierpnia 2016  | 9:30                | 14:30               | Repasaże                        |
| 9 sierpnia 2016  | 8:30                | 13:30               | Ćwierćfinały                    |
| 9 sierpnia 2016  | 12:10               | 17:10               | Półfinały E/F                   |
| 12 sierpnia 2016 | 8:30                | 13:30               | Finał F Finał E                 |
| 12 sierpnia 2016 | 9:50                | 14:50               | Półfinały A/B                   |
| 12 sierpnia 2016 | 12:40               | 17:40               | Półfinały C/D                   |
| 13 sierpnia 2016 | 9:30                | 14:30               | Finał D Finał C Finał B Finał A |

## Wyniki

### Eliminacje
Do ćwierćfinałów awansowało trzech najlepszych zawodników z każdego biegu. Pozostali zawodnicy wzięli udział w repasażach.
Bieg 1
| Pozycja | Tor | Zawodnik             | Reprezentacja | Czas    | Uwagi |
| ------- | --- | -------------------- | ------------- | ------- | ----- |
| 1.      | 4   | Ángel Fournier       | Kuba          | 7:06,89 | Q     |
| 2.      | 2   | Juan Carlos Cabrera  | Meksyk        | 7:08,27 | Q     |
| 3.      | 5   | Dattu Baban Bhokanal | Indie         | 7:21,67 | Q     |
| 4.      | 6   | Jaruwat Saensuk      | Tajlandia     | 7:25,06 |       |
| 5.      | 3   | Armandas Kelmelis    | Litwa         | 7:34,59 |       |
| 6.      | 1   | Luigi Teilemb        | Vanuatu       | 8:00,42 |       |

Bieg 2
| Pozycja | Tor | Zawodnik                  | Reprezentacja | Czas    | Uwagi |
| ------- | --- | ------------------------- | ------------- | ------- | ----- |
| 1.      | 4   | Mahé Drysdale             | Nowa Zelandia | 7:04,45 | Q     |
| 2.      | 2   | Bendegúz Pétervári-Molnár | Węgry         | 7:12,86 | Q     |
| 3.      | 3   | Jhonatan Esquivel         | Urugwaj       | 7:16,08 | Q     |
| 4.      | 5   | Renzo Leon Garcia         | Peru          | 7:21,04 |       |
| 5.      | 6   | Mohammed Jasim Al-Khafaji | Irak          | 7:25,04 |       |
| 6.      | 1   | Jackson Vicent Monasterio | Wenezuela     | 7:28,36 |       |

Bieg 3
| Pozycja | Tor | Zawodnik                 | Reprezentacja | Czas    | Uwagi |
| ------- | --- | ------------------------ | ------------- | ------- | ----- |
| 1.      | 4   | Hannes Obreno            | Belgia        | 7:09,06 | Q     |
| 2.      | 2   | Natan Węgrzycki-Szymczyk | Polska        | 7:12,43 | Q     |
| 3.      | 5   | Brian Rosso              | Argentyna     | 7:22,69 | Q     |
| 4.      | 3   | Shakhboz Kholmirzayev    | Uzbekistan    | 7:25,03 |       |
| 5.      | 1   | Al-Hussein Gambour       | Libia         | 7:43,85 |       |

Bieg 4
| Pozycja | Tor | Zawodnik                 | Reprezentacja    | Czas    | Uwagi |
| ------- | --- | ------------------------ | ---------------- | ------- | ----- |
| 1.      | 4   | Alan Campbell            | Wielka Brytania  | 7:08,31 | Q     |
| 2.      | 1   | Stanisłau Szczarbaczenia | Białoruś         | 7:11,49 | Q     |
| 3.      | 5   | Memo                     | Indonezja        | 7:14,17 | Q     |
| 4.      | 2   | Kim Dong-Yong            | Korea Południowa | 7:20,85 |       |
| 5.      | 3   | Andrew Peebles           | Zimbabwe         | 7:25,39 |       |

Bieg 5
| Pozycja | Tor | Zawodnik               | Reprezentacja | Czas    | Uwagi |
| ------- | --- | ---------------------- | ------------- | ------- | ----- |
| 1.      | 4   | Ondřej Synek           | Czechy        | 7:21,90 | Q     |
| 2.      | 3   | Rhys Grant             | Australia     | 7:28,83 | Q     |
| 3.      | 1   | Arturo Rivarola Trappe | Paragwaj      | 7:29,23 | Q     |
| 4.      | 5   | Sid Ali Boudina        | Algieria      | 7:45,90 |       |
| 5.      | 2   | Bryan Sola Zambrano    | Ekwador       | 7:48,77 |       |

Bieg 6
| Pozycja | Tor | Zawodnik             | Reprezentacja | Czas    | Uwagi |
| ------- | --- | -------------------- | ------------- | ------- | ----- |
| 1.      | 2   | Nils Jakob Hoff      | Norwegia      | 7:17,47 | Q     |
| 2.      | 4   | Damir Martin         | Chorwacja     | 7:23,08 | Q     |
| 3.      | 3   | Abdelkhalek El-Banna | Egipt         | 7:34,05 | Q     |
| 4.      | 5   | Mohamed Taieb        | Tunezja       | 7:37,95 |       |
| 5.      | 1   | Władisław Jakowlew   | Kazachstan    | 7:38,65 |       |

### Repasaże
Pierwszych dwóch zawodników z każdego repasażu awansowało do ćwierćfinału. Pozostali zawodnicy wzięli udział w półfinale E/F.
Repasaż 1
| Pozycja | Tor | Zawodnik           | Reprezentacja | Czas     | Uwagi |
| ------- | --- | ------------------ | ------------- | -------- | ----- |
| 1.      | 2   | Sid Ali Boudina    | Algieria      | 7:20,84  | Q     |
| 2.      | 3   | Renzo Leon Garcia  | Peru          | 7:25,55  | Q     |
| 3.      | 5   | Luigi Teilemb      | Vanuatu       | 7:34,12  |       |
| 4.      | 4   | Al-Hussein Gambour | Libia         | 7:45,09  |       |
| 5.      | 1   | Władisław Jakowlew | Kazachstan    | 12:04,17 |       |

Repasaż 2
| Pozycja | Tor | Zawodnik                  | Reprezentacja    | Czas    | Uwagi |
| ------- | --- | ------------------------- | ---------------- | ------- | ----- |
| 1.      | 2   | Kim Dong-Yong             | Korea Południowa | 7:12,96 | Q     |
| 2.      | 4   | Mohammed Jasim Al-Khafaji | Irak             | 7:14,38 | Q     |
| 3.      | 3   | Jaruwat Saensuk           | Tajlandia        | 7:16,39 |       |
| 4.      | 1   | Bryan Sola Zambrano       | Ekwador          | 7:28,30 |       |

Repasaż 3
| Pozycja | Tor | Zawodnik                 | Reprezentacja | Czas    | Uwagi |
| ------- | --- | ------------------------ | ------------- | ------- | ----- |
| 1.      | 1   | Armandas Kelmelis        | Litwa         | 7:13,36 | Q     |
| 2.      | 2   | Shakhboz Kholmirzayev    | Uzbekistan    | 7:14,58 | Q     |
| 3.      | 4   | Andrew Peebles           | Zimbabwe      | 7:17,19 |       |
| 4.      | 3   | Mohamed Taieb            | Tunezja       | 7:27,18 |       |
| 5.      | 5   | Vicent Jakson Monasterio | Wenezuela     | 7:28,67 |       |

### Ćwierćfinały
Do półfinałów A/B awansowało trzech najlepszych zawodników z każdego biegu. Pozostali zawodnicy wzięli udział w półfinale C/D.
Ćwierćfinał 1
| Pozycja | Tor | Zawodnik              | Reprezentacja    | Czas    | Uwagi |
| ------- | --- | --------------------- | ---------------- | ------- | ----- |
| 1.      | 4   | Ángel Fournier        | Kuba             | 6:51,89 | Q     |
| 2.      | 5   | Rhys Grant            | Australia        | 6:55,14 | Q     |
| 3.      | 3   | Nils Jakob Hoff       | Norwegia         | 6:57,94 | Q     |
| 4.      | 2   | Memo                  | Indonezja        | 6:59,76 |       |
| 5.      | 6   | Kim Dong-Yong         | Korea Południowa | 7:05,69 |       |
| 6.      | 1   | Shakhboz Kholmirzayev | Uzbekistan       | 7:09,99 |       |

Ćwierćfinał 2
| Pozycja | Tor | Zawodnik                 | Reprezentacja | Czas    | Uwagi |
| ------- | --- | ------------------------ | ------------- | ------- | ----- |
| 1.      | 4   | Mahé Drysdale            | Nowa Zelandia | 6:46,51 | Q     |
| 2.      | 3   | Ondřej Synek             | Czechy        | 6:50,51 | Q     |
| 3.      | 2   | Stanisłau Szczarbaczenia | Białoruś      | 6:55,19 | Q     |
| 4.      | 5   | Brian Rosso              | Argentyna     | 7:03,23 |       |
| 5.      | 1   | Armandas Kelmelis        | Litwa         | 7:04,67 |       |
| 6.      | 6   | Renzo Leon Garcia        | Peru          | 7:30,91 |       |

Ćwierćfinał 3
| Pozycja | Tor | Zawodnik                  | Reprezentacja | Czas    | Uwagi |
| ------- | --- | ------------------------- | ------------- | ------- | ----- |
| 1.      | 3   | Hannes Obreno             | Belgia        | 6:48,90 | Q     |
| 2.      | 4   | Juan Carlos Cabrera       | Meksyk        | 6:50,04 | Q     |
| 3.      | 5   | Abdelkhalek El-Banna      | Egipt         | 6:50,82 | Q     |
| 4.      | 2   | Bendegúz Pétervári-Molnár | Węgry         | 6:52,80 |       |
| 5.      | 6   | Sid Ali Boudina           | Algieria      | 7:13,59 |       |
| 6.      | 1   | Arturo Rivarola Trappe    | Paragwaj      | 7:17,12 |       |

Ćwierćfinał 4
| Pozycja | Tor | Zawodnik                  | Reprezentacja   | Czas    | Uwagi |
| ------- | --- | ------------------------- | --------------- | ------- | ----- |
| 1.      | 4   | Damir Martin              | Chorwacja       | 6:44,44 | Q     |
| 2.      | 3   | Alan Campbell             | Wielka Brytania | 6:49,41 | Q     |
| 3.      | 2   | Natan Węgrzycki-Szymczyk  | Polska          | 6:53,52 | Q     |
| 4.      | 5   | Dattu Baban Bhokanal      | Indie           | 6:59,89 |       |
| 5.      | 1   | Jhonatan Esquivel         | Urugwaj         | 7:40,27 |       |
| 6.      | 6   | Mohammed Jasim Al-Khafaji | Irak            | 8:29,76 |       |

### Półfinały

#### Półfinały E/F
Z obu półfinałów trzech zawodników awansowało do finału E. Pozostali zawodnicy wzięli udział w finale F.
| Pozycja | Tor | Zawodnik           | Reprezentacja | Czas     | Uwagi |
| ------- | --- | ------------------ | ------------- | -------- | ----- |
| 1.      | 3   | Jaruwat Saensuk    | Tajlandia     | 7:54,38  | Q     |
| 2.      | 1   | Mohamed Taieb      | Tunezja       | 8:02,05  | Q     |
| 3.      | 2   | Luigi Teilemb      | Vanuatu       | 8:19,15  | Q     |
| 4.      | 4   | Władisław Jakowlew | Kazachstan    | 11:45,22 |       |

| Pozycja | Tor | Zawodnik                  | Reprezentacja | Czas    | Uwagi |
| ------- | --- | ------------------------- | ------------- | ------- | ----- |
| 1.      | 2   | Andrew Peebles            | Zimbabwe      | 7:45,20 | Q     |
| 2.      | 4   | Jackson Vicent Monasterio | Wenezuela     | 7:50,56 | Q     |
| 3.      | 3   | Bryan Sola Zambrano       | Ekwador       | 7:52,86 | Q     |
| 4.      | 1   | Al-Hussein Gambour        | Libia         | 8:13,17 |       |

#### Półfinały C/D
Z obu półfinałów trzech zawodników awansowało do finału C. Pozostali zawodnicy wzięli udział w finale D.
| Pozycja | Tor | Zawodnik               | Reprezentacja | Czas    | Uwagi |
| ------- | --- | ---------------------- | ------------- | ------- | ----- |
| 1.      | 2   | Jhonatan Esquivel      | Urugwaj       | 7:22,98 | Q     |
| 2.      | 3   | Brian Rosso            | Argentyna     | 7:24,65 | Q     |
| 3.      | 4   | Memo                   | Indonezja     | 7:25,60 | Q     |
| 4.      | 1   | Shakhboz Kholmirzayev  | Uzbekistan    | 7:26,04 |       |
| 5.      | 5   | Sid Ali Boudina        | Algieria      | 7:37,19 |       |
| 6.      | 6   | Arturo Rivarola Trappe | Paragwaj      | 7:41,43 |       |

| Pozycja | Tor | Zawodnik                  | Reprezentacja    | Czas    | Uwagi |
| ------- | --- | ------------------------- | ---------------- | ------- | ----- |
| 1.      | 4   | Bendegúz Pétervári-Molnár | Węgry            | 7:18,88 | Q     |
| 2.      | 3   | Dattu Baban Bhokanal      | Indie            | 7:19,02 | Q     |
| 3.      | 2   | Kim Dong-Yong             | Korea Południowa | 7:20,10 | Q     |
| 4.      | 5   | Armandas Kelmelis         | Litwa            | 7:20,72 |       |
| 5.      | 1   | Renzo Leon Garcia         | Peru             | 7:37,34 |       |
| 6.      | 6   | Mohammed Jasim Al-Khafaji | Irak             | 7:48,31 |       |

#### Półfinały A/B
Z obu półfinałów trzech zawodników awansowało do finału A. Pozostali zawodnicy wzięli udział w finale B.
| Pozycja | Tor | Zawodnik             | Reprezentacja | Czas    | Uwagi |
| ------- | --- | -------------------- | ------------- | ------- | ----- |
| 1.      | 2   | Ondřej Synek         | Czechy        | 6:58,56 | Q     |
| 2.      | 3   | Damir Martin         | Chorwacja     | 6:59,43 | Q     |
| 3.      | 4   | Ángel Fournier       | Kuba          | 7:02,65 | Q     |
| 4.      | 5   | Juan Carlos Cabrera  | Meksyk        | 7:03,68 |       |
| 5.      | 1   | Abdelkhalek El-Banna | Egipt         | 7:13,55 |       |
| 6.      | 6   | Nils Jakob Hoff      | Norwegia      | 7:39,12 |       |

| Pozycja | Tor | Zawodnik                 | Reprezentacja   | Czas    | Uwagi |
| ------- | --- | ------------------------ | --------------- | ------- | ----- |
| 1.      | 4   | Mahé Drysdale            | Nowa Zelandia   | 7:03,70 | Q     |
| 2.      | 6   | Stanisłau Szczarbaczenia | Białoruś        | 7:06,69 | Q     |
| 3.      | 3   | Hannes Obreno            | Belgia          | 7:06,76 | Q     |
| 4.      | 2   | Alan Campbell            | Wielka Brytania | 7:09,54 |       |
| 5.      | 5   | Rhys Grant               | Australia       | 7:14,68 |       |
| 6.      | 1   | Natan Węgrzycki-Szymczyk | Polska          | 7:15,61 |       |

### Finały

#### Finał F
| Pozycja | Tor | Zawodnik           | Reprezentacja | Czas    |
| ------- | --- | ------------------ | ------------- | ------- |
| 1.      | 1   | Władisław Jakowlew | Kazachstan    | 7:21,61 |
| 2.      | 2   | Al-Hussein Gambour | Libia         | 7:41,77 |

#### Finał E
| Pozycja | Tor | Zawodnik                 | Reprezentacja | Czas    |
| ------- | --- | ------------------------ | ------------- | ------- |
| 1.      | 3   | Andrew Peebles           | Zimbabwe      | 7:43,98 |
| 2.      | 4   | Jaruwat Saensuk          | Tajlandia     | 7:49,86 |
| 3.      | 2   | Mohamed Taieb            | Tunezja       | 7:53,36 |
| 4.      | 1   | Bryan Sola Zambrano      | Ekwador       | 7:53,54 |
| 5.      | 5   | Vicent Jakson Monasterio | Wenezuela     | 7:57,83 |
| 6.      | 6   | Luigi Teilemb            | Vanuatu       | 8:24,67 |

#### Finał D
| Pozycja | Tor | Zawodnik                  | Reprezentacja | Czas    |
| ------- | --- | ------------------------- | ------------- | ------- |
| 1.      | 3   | Armandas Kelmelis         | Litwa         | 7:00,72 |
| 2.      | 2   | Renzo Leon Garcia         | Peru          | 7:02,28 |
| 3.      | 1   | Mohammed Jasim Al-Khafaji | Irak          | 7:03,73 |
| 4.      | 4   | Shakhboz Kholmirzayev     | Uzbekistan    | 7:04,78 |
| 5.      | 5   | Sid Ali Boudina           | Algieria      | 7:06,64 |
| 6.      | 6   | Arturo Rivarola Trappe    | Paragwaj      | 7:18,34 |

#### Finał C
| Pozycja | Tor | Zawodnik                  | Reprezentacja    | Czas    |
| ------- | --- | ------------------------- | ---------------- | ------- |
| 1.      | 2   | Dattu Baban Bhokanal      | Indie            | 6:54,96 |
| 2.      | 4   | Bendegúz Pétervári-Molnár | Węgry            | 6:57,75 |
| 3.      | 5   | Brian Rosso               | Argentyna        | 6:58,58 |
| 4.      | 1   | Memo                      | Indonezja        | 6:59,44 |
| 5.      | 6   | Kim Dong-Yong             | Korea Południowa | 6:59,72 |
| 6.      | 3   | Jhonatan Esquivel         | Urugwaj          | 7:13,65 |

#### Finał B
| Pozycja | Tor | Zawodnik                 | Reprezentacja   | Czas    |
| ------- | --- | ------------------------ | --------------- | ------- |
| 1.      | 1   | Natan Węgrzycki-Szymczyk | Polska          | 6:47,95 |
| 2.      | 4   | Juan Carlos Cabrera      | Meksyk          | 6:50,02 |
| 3.      | 5   | Rhys Grant               | Australia       | 6:51,90 |
| 4.      | 2   | Abdelkhalek El-Banna     | Egipt           | 6:54,94 |
| 5.      | 6   | Nils Jakob Hoff          | Norwegia        | 7:02,66 |
| 6.      | 3   | Alan Campbell            | Wielka Brytania | DNS     |

#### Finał A
| Pozycja | Tor | Zawodnik                 | Reprezentacja | Czas    |
| ------- | --- | ------------------------ | ------------- | ------- |
| złoto   | 4   | Mahé Drysdale            | Nowa Zelandia | 6:41,34 |
| srebro  | 5   | Damir Martin             | Chorwacja     | 6:41,34 |
| brąz    | 3   | Ondřej Synek             | Czechy        | 6:44,10 |
| 4.      | 6   | Hannes Obreno            | Belgia        | 6:47,42 |
| 5.      | 2   | Stanisłau Szczarbaczenia | Białoruś      | 6:48,78 |
| 6.      | 1   | Ángel Fournier           | Kuba          | 6:55,90 |